# Élections régionales de 2015 en Normandie
Pour un article plus général, voir Élections régionales françaises de 2015.

Carte de la future région.

Les élections régionales en Normandie se déroulent les 6 et 13 décembre 2015.

## Résultat de l'élection précédente

### Haute-Normandie
| Tête de liste  | Tête de liste    | Liste                   | Premier tour | Premier tour | Second tour | Second tour | Sièges | Sièges |
| Tête de liste  | Tête de liste    | Liste                   | #            | %            | #           | %           | #      | %      |
| -------------- | ---------------- | ----------------------- | ------------ | ------------ | ----------- | ----------- | ------ | ------ |
|                | Alain Le Vern*   | PS - PRG - MRC          | 199 345      | 34,87        | 346 633     | 55,10       | 37     | 67,27  |
|                | Claude Taleb     | EE - Cap21              | 52 164       | 9,12         | 346 633     | 55,10       | 37     | 67,27  |
|                | Sébastien Jumel  | FG                      | 47 959       | 8,39         | 346 633     | 55,10       | 37     | 67,27  |
|                | Bruno Le Maire   | Majorité présidentielle | 142 927      | 25,00        | 193 128     | 30,70       | 12     | 21,82  |
|                | Nicolas Bay      | FN                      | 67 419       | 11,79        | 89 333      | 14,20       | 6      | 10,91  |
|                | Danielle Jeanne  | MoDem                   | 16 460       | 2,88         |             |             |        |        |
|                | Christine Poupin | NPA                     | 14 633       | 2,56         |             |             |        |        |
|                | Brigitte Brière  | DLR - CNI               | 10 237       | 1,79         |             |             |        |        |
|                | Carl Lang        | PDF                     | 8 363        | 1,46         |             |             |        |        |
|                | Bernard Frau     | AEI - PFdN              | 6 487        | 1,13         |             |             |        |        |
|                | Gisèle Lapeyre   | LO                      | 5 686        | 0,99         |             |             |        |        |
|                |                  |                         |              |              |             |             |        |        |
| Inscrits       | Inscrits         | Inscrits                | 1 278 914    | 100,00       | 1 278 856   | 100,00      |        |        |
| Abstentions    | Abstentions      | Abstentions             | 685 811      | 53,62        | 626 890     | 49,02       |        |        |
| Votants        | Votants          | Votants                 | 593 103      | 46,38        | 651 966     | 50,98       |        |        |
| Blancs et nuls | Blancs et nuls   | Blancs et nuls          | 21 423       | 3,61         | 22 872      | 3,51        |        |        |
| Exprimés       | Exprimés         | Exprimés                | 571 680      | 96,39        | 629 094     | 96,49       |        |        |

* liste du président sortant

### Basse-Normandie
| Tête de liste  | Tête de liste          | Liste                   | Premier tour | Premier tour | Second tour | Second tour | Sièges | Sièges |
| Tête de liste  | Tête de liste          | Liste                   | #            | %            | #           | %           | #      | %      |
| -------------- | ---------------------- | ----------------------- | ------------ | ------------ | ----------- | ----------- | ------ | ------ |
|                | Laurent Beauvais*      | PS - PCF - PRG - MRC    | 156 959      | 32,56        | 296 192     | 57,15       | 32     | 68,09  |
|                | François Dufour        | EE                      | 57 879       | 12,01        | 296 192     | 57,15       | 32     | 68,09  |
|                | Jean-François Le Grand | Majorité présidentielle | 133 451      | 27,68        | 222 053     | 42,85       | 15     | 31,91  |
|                | Rodolphe Thomas        | MoDem                   | 42 924       | 8,90         |             |             |        |        |
|                | Valérie Dupont         | FN                      | 41 938       | 8,70         |             |             |        |        |
|                | Christine Coulon       | NPA - PG                | 24 044       | 4,99         |             |             |        |        |
|                | Fernand Le Rachinel    | PDF                     | 17 888       | 3,71         |             |             |        |        |
|                | Pierre Casevitz        | LO                      | 6 985        | 1,45         |             |             |        |        |
|                |                        |                         |              |              |             |             |        |        |
| Inscrits       | Inscrits               | Inscrits                | 1 066 971    | 100,00       | 1 066 736   | 100,00      |        |        |
| Abstentions    | Abstentions            | Abstentions             | 564 800      | 52,93        | 518 735     | 48,63       |        |        |
| Votants        | Votants                | Votants                 | 502 171      | 47,07        | 548 001     | 51,37       |        |        |
| Blancs et nuls | Blancs et nuls         | Blancs et nuls          | 20 103       | 4,00         | 29 756      | 5,43        |        |        |
| Exprimés       | Exprimés               | Exprimés                | 482 068      | 96,00        | 518 245     | 94,57       |        |        |

* liste du président sortant

## Candidats

### Europe Écologie Les Verts (EELV)
La liste du parti écologiste sera menée par Yanic Soubien.
Les têtes de liste départementales sont :
- Calvados : Caroline Amiel
- Eure : Laetitia Sanchez
- Manche : François Dufour
- Orne : Yanic Soubien
- Seine-Maritime : Claude Taleb

### Debout la France (DLF)
Nicolas Calbrix,, président de Debout les Jeunes et délégué national chargé des relations avec les organisations socio-professionnelles, candidat aux élections départementales dans le canton de Brionne-Beaumont-Le-Roger; va conduire une liste pour le parti gaulliste.
La liste sera suppléée par Anne Boissel,, agricultrice, maire de Saon, vice-présidente de Debout la France, déléguée nationale à l’autosuffisance et à la sécurité alimentaire.
Les têtes de liste départementales sont :
- Calvados : Anne Boissel[8]
- Eure : Nicolas Calbrix[9]
- Manche : Olivier Pjanic[10]
- Orne : Claudine Prud'homme[9] (MPF)
- Seine-Maritime : Patrick Bucourt[9]

### Front national (FN)
Nicolas Bay (secrétaire général du Front national, conseiller municipal d'Elbeuf, conseiller régional de Haute-Normandie et député européen de la circonscription Nord-Ouest) a été désigné tête de liste régionale.
Les têtes de liste départementales sont :
- Calvados : Christelle Lechevalier
- Eure : Timothée Houssin
- Manche : Jean-Jacques Noël
- Orne : Lionel Stiefel
- Seine-Maritime : Nicolas Bay

### Parti socialiste (PS)
Nicolas Mayer-Rossignol, président sortant de Haute-Normandie, seul candidat, est validé par les militants du parti socialiste,,.
Les têtes de liste départementales sont :
- Calvados : Raphaël Chauvois[16]
- Eure : Marc-Antoine Jamet[17]
- Manche : Stéphane Travert[18]
- Orne : Laurent Beauvais[19]
- Seine-Maritime : Nicolas Mayer-Rossignol[17]

### Union des démocrates et indépendants (UDI) / Les Républicains / Mouvement Démocrate (Modem) / Chasse, Pêche, Nature et Traditions (CPNT)

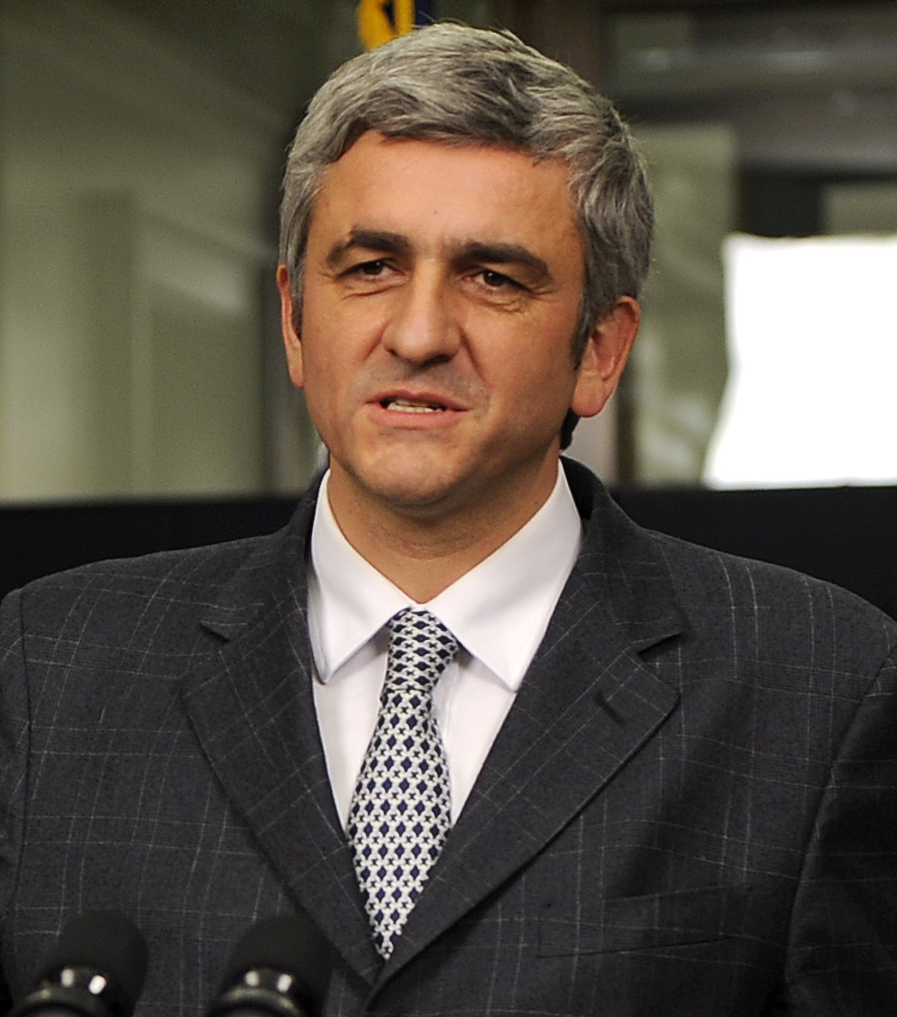
Hervé Morin.

Hervé Morin, président du Nouveau Centre, député de l'Eure, maire d'Épaignes, ancien ministre, est candidat de l'union de la droite et du centre,.
Pour Les Républicains, Bruno Le Maire a été évoqué, sans qu'il se porte candidat,
Les têtes de liste départementales sont :
- Calvados : Rodolphe Thomas (Modem)
- Eure : Hervé Morin[24] (UDI)
- Manche : David Margueritte[25] (LR)
- Orne : Bertrand Deniaud (LR)
- Seine-Maritime : Françoise Guégot[24] (LR)

### Union populaire républicaine (UPR)
Jean-Christophe Loutre, 46 ans, agent commercial et ancien conseiller municipal d'opposition (UMP) à Barentin (Seine-Maritime), va conduire une liste pour l'Union populaire républicaine.
Les têtes de liste départementales sont :
- Calvados : Térence Domer-Marie
- Eure : Rémy Portier
- Manche : Claude Macè
- Orne : Jean-Christophe Loutre
- Seine-Maritime : Laurent Montaron

### Lutte ouvrière (LO)
Pascal Le Manach a été désigné par le parti d'extrême gauche Lutte ouvrière pour conduire une liste.
Les têtes de liste départementales sont :
- Calvados : Pierre Casevitz
- Eure : Mélanie Peyraud
- Manche : Christophe Garcia
- Orne : Charlotte Séchet
- Seine-Maritime : Valérie Foissey

### Front de gauche (FdG)

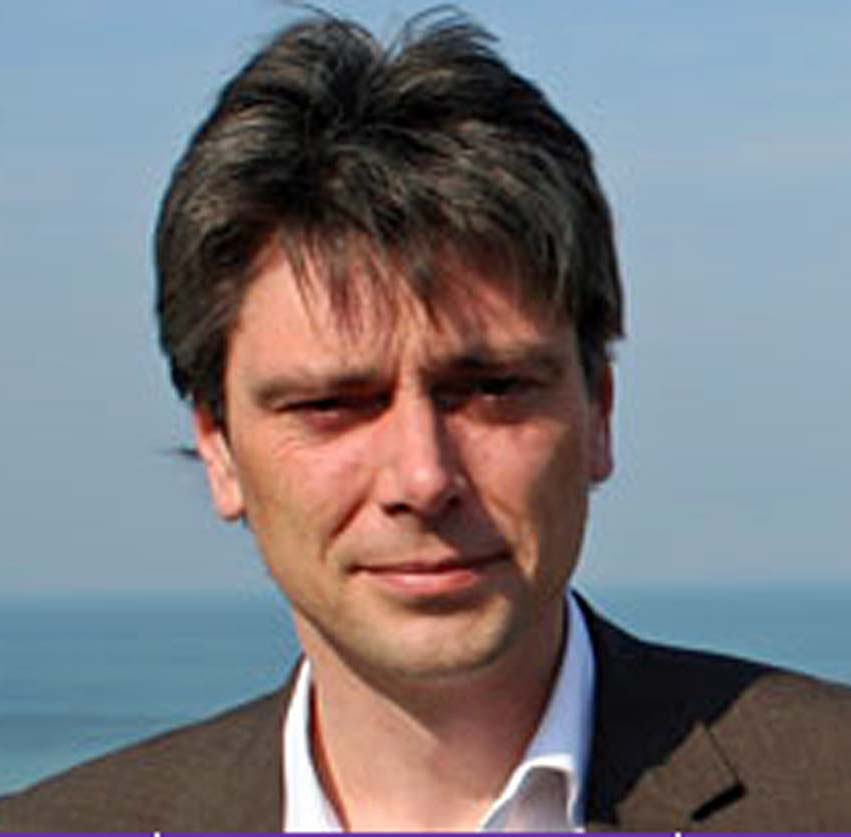
Sébastien Jumel.

Sébastien Jumel, maire de Dieppe, est candidat.
Les têtes de liste départementales sont, :
- Calvados : Aurélien Guidi
- Eure : Jean-Luc Lecomte
- Manche : Valérie Varenne
- Orne : Jean-Claude Marie
- Seine-Maritime : Sébastien Jumel

### Nouvelle Donne (ND)
La formation présidée par Pierre Larrouturou présente une liste autonome avec, à sa tête, Alexandra Lecoeur
Les têtes de listes sont :
- Calvados : Florent Herouard
- Eure : Yves Soret
- Manche : Alexandra Lecoeur
- Orne : Germain Do Marcolino
- Seine-Maritime : Nicolas Huet De Barros

## Sondages
Avertissement : Les résultats des intentions de vote ne sont que la mesure actuelle des rapports de forces politiques. Ils ne sont en aucun cas prédictifs du résultat des prochaines élections.
La marge d'erreur de ces sondages est de 4,5 % pour 500 personnes interrogées, 3,2 % pour 1000, 2,2 % pour 2000 et 1,6 % pour 4000.

### Premier tour
| Institut   | Date                   | Échantillon | Extrême gauche | Sébastien Jumel (FG) | Alexandra Lecoeur (ND) | Yanic Soubien (EÉLV) | Nicolas Mayer-Rossignol (PS) | Hervé Morin (UDI - LR - MoDem) | Nicolas Calbrix (DLF) | Jean-Christophe Loutre (UPR) | Nicolas Bay (FN) | Autres |
| ---------- | ---------------------- | ----------- | -------------- | -------------------- | ---------------------- | -------------------- | ---------------------------- | ------------------------------ | --------------------- | ---------------------------- | ---------------- | ------ |
| Institut   | Date                   | Échantillon |                |                      |                        |                      |                              |                                |                       |                              |                  |        |
| Odoxa      | 27 au 30 novembre 2015 | 980         | 1 %            | 7 %                  | 2 %                    | 5 %                  | 23 %                         | 28 %                           | 2 %                   | 2 %                          | 30%              | -      |
| Ipsos      | 20 au 29 novembre 2015 | 23 061      | 0,5 %          | 7 %                  | 2 %                    | 5 %                  | 20,5 %                       | 31 %                           | 2,5 %                 | 0,5 %                        | 31%              | -      |
| BVA        | 17 au 23 novembre 2015 | 810         | 1 %            | 9 %                  | -                      | 5 %                  | 21 %                         | 31 %                           | 2 %                   | -                            | 30 %             | -      |
| BVA        | 6 au 14 octobre 2015   | 800         | 1 %            | 9 %                  | -                      | 7 %                  | 23 %                         | 32 %                           | 1 %                   | -                            | 27 %             | -      |
| Opinionway | Février 2015           | 1 005       | 2 %            | 6 %                  | -                      | 9 %                  | 22 %                         | 29 %                           | 5 %                   | -                            | 22 %             | 5 %    |

### Second tour
| Institut | Date                   | Échantillon | Nicolas Mayer-Rossignol (PS - PRG - MdP) | Hervé Morin (UDI - LR - MoDem) | Nicolas Bay (FN - RBM) |
| -------- | ---------------------- | ----------- | ---------------------------------------- | ------------------------------ | ---------------------- |
| Institut | Date                   | Échantillon |                                          |                                |                        |
| Odoxa    | 27 au 30 novembre 2015 | 980         | 35 %                                     | 34 %                           | 31 %                   |
| Ipsos    | 20 au 29 novembre 2015 | 23 061      | 34 %                                     | 35 %                           | 31 %                   |
| BVA      | 17 au 23 novembre 2015 | 810         | 34 %                                     | 33 %                           | 33 %                   |
| BVA      | 6 au 14 octobre 2015   | 800         | 34 %                                     | 36 %                           | 30 %                   |

## Résultats

### Global
|                          |                                          |                          |              |              |             |               |        |               |  |  |  |  |  |  |
| Tête de liste            | Tête de liste                            | Liste                    | Premier tour | Premier tour | Second tour | Second tour   | Sièges | +/-           |  |  |  |  |  |  |
| Tête de liste            | Tête de liste                            | Liste                    | Voix         | %            | Voix        | %             | Sièges | +/-           |  |  |  |  |  |  |
|                          | Hervé Morin                              | UDI - LR - MoDem - CPNT, | 319 357      | 27,91        | 495 591     | 36,43         | 54     | 27            |  |  |  |  |  |  |
|                          | Nicolas Mayer-Rossignol[réf. nécessaire] | PS - PRG - Cap21 - MDP   | 269 125      | 23,52        | 490 840     | 36,08         | 27     | 42            |  |  |  |  |  |  |
|                          | Sébastien Jumel                          | FG                       | 80 588       | 7,04         | 490 840     | 36,08         | 27     | 42            |  |  |  |  |  |  |
|                          | Yanic Soubien[réf. nécessaire]           | EELV                     | 70 231       | 6,14         | 490 840     | 36,08         | 27     | 42            |  |  |  |  |  |  |
|                          | Nicolas Bay[réf. nécessaire]             | FN                       | 317 117      | 27,71        | 374 089     | 27,50         | 21     | 15            |  |  |  |  |  |  |
|                          | Nicolas Calbrix[réf. nécessaire]         | DLF                      | 47 391       | 4,14         |             |               | 0      | en stagnation |  |  |  |  |  |  |
|                          | Pascal Le Manach[réf. nécessaire]        | LO                       | 20 975       | 1,83         | 0           | en stagnation |        |               |  |  |  |  |  |  |
|                          | Jean-Christophe Loutre                   | UPR                      | 10 641       | 0,93         | 0           | en stagnation |        |               |  |  |  |  |  |  |
|                          | Alexandra Lecoeur                        | ND                       | 8 981        | 0,78         | 0           | en stagnation |        |               |  |  |  |  |  |  |
|                          |                                          |                          |              |              |             |               |        |               |  |  |  |  |  |  |
| Suffrages exprimés       | Suffrages exprimés                       | Suffrages exprimés       | 1 144 406    | 95,82        | 1 360 520   | 96,34         |        |               |  |  |  |  |  |  |
| Votes blancs             | Votes blancs                             | Votes blancs             | 31 453       | 2,65         | 28 649      | 2,07          |        |               |  |  |  |  |  |  |
| Votes nuls               | Votes nuls                               | Votes nuls               | 18 411       | 1,53         | 23 040      | 1,59          |        |               |  |  |  |  |  |  |
| Total                    | Total                                    | Total                    | 1 194 270    | 100          | 1 412 209   | 100           | 102    | en stagnation |  |  |  |  |  |  |
| Abstentions              | Abstentions                              | Abstentions              | 1 196 537    | 50,05        | 978 194     | 40,92         |        |               |  |  |  |  |  |  |
| Inscrits / Participation | Inscrits / Participation                 | Inscrits / Participation | 2 390 807    | 49,95        | 2 390 403   | 59,08         |        |               |  |  |  |  |  |  |

### Ex-Haute-Normandie

#### Eure
| Tête de liste | Tête de liste      | Liste                    | Premier tour | Premier tour | Second tour | Second tour | Sièges | Sièges |
| Tête de liste | Tête de liste      | Liste                    | #            | %            | #           | %           | #      | %      |
| ------------- | ------------------ | ------------------------ | ------------ | ------------ | ----------- | ----------- | ------ | ------ |
|               | Hervé Morin        | UDI - LR - MoDem - CPNT, | 58 493       | 28,37        | 88 137      | 36,31       | 10     |        |
|               | Timothée Houssin   | FN                       | 69 244       | 33,58        | 80 923      | 33,33       | 4      |        |
|               | Marc-Antoine Jamet | PS - PRG - mdP           | 41 827       | 20,28        | 73 703      | 30,36       | 4      |        |
|               | Jean-Luc Lecomte   | FG                       | 11 659       | 5,65         | 73 703      | 30,36       | 4      |        |
|               | Laëtitia Sanchez   | EÉLV                     | 10 846       | 5,26         | 73 703      | 30,36       | 4      |        |
|               | Nicolas Calbrix    | DLF                      | 7 765        | 3,77         |             |             |        |        |
|               | Mélanie Peyraud    | LO                       | 3 351        | 1,63         |             |             |        |        |
|               | Rémy Portier       | UPR                      | 1 775        | 0,86         |             |             |        |        |
|               | Yves Soret         | ND                       | 1 243        | 0,60         |             |             |        |        |
|               |                    |                          |              |              |             |             |        |        |
| Inscrits      | Inscrits           | Inscrits                 | 424 521      | 100,00       | 424 562     | 100,00      |        |        |
| Abstentions   | Abstentions        | Abstentions              | 210 866      | 49,67        | 173 952     | 40,97       |        |        |
| Votants       | Votants            | Votants                  | 213 655      | 50,33        | 250 610     | 59,03       |        |        |
| Blancs        | Blancs             | Blancs                   | 4 748        | 2,22         | 4 496       | 1,79        |        |        |
| Nuls          | Nuls               | Nuls                     | 2 704        | 1,27         | 3 351       | 1,34        |        |        |
| Exprimés      | Exprimés           | Exprimés                 | 206 203      | 96,51        | 242 763     | 96,87       |        |        |

* Président sortant
- Résultats de l'Eure[45] sur le site du ministère de l'Intérieur

#### Seine-Maritime
| Tête de liste | Tête de liste            | Liste                    | Premier tour | Premier tour | Second tour | Second tour | Sièges | Sièges |
| Tête de liste | Tête de liste            | Liste                    | #            | %            | #           | %           | #      | %      |
| ------------- | ------------------------ | ------------------------ | ------------ | ------------ | ----------- | ----------- | ------ | ------ |
|               | Nicolas Mayer-Rossignol* | PS - PRG - mdP           | 102 783      | 24,54        | 193 881     | 39,10       | 11     |        |
|               | Sébastien Jumel          | FG                       | 42 682       | 10,19        | 193 881     | 39,10       | 11     |        |
|               | Claude Taleb             | EÉLV                     | 21 960       | 5,24         | 193 881     | 39,10       | 11     |        |
|               | Françoise Guégot         | UDI - LR - MoDem - CPNT, | 104 310      | 24,91        | 164 726     | 33,22       | 18     |        |
|               | Nicolas Bay              | FN                       | 117 266      | 28,00        | 137 219     | 27,67       | 8      |        |
|               | Patrick Bucourt          | DLF                      | 14 946       | 3,57         |             |             |        |        |
|               | Valérie Foissey          | LO                       | 8 201        | 1,96         |             |             |        |        |
|               | Laurent Montaron         | UPR                      | 3 655        | 0,87         |             |             |        |        |
|               | Nicolas Huet de Barros   | ND                       | 3 006        | 0,72         |             |             |        |        |
|               |                          |                          |              |              |             |             |        |        |
| Inscrits      | Inscrits                 | Inscrits                 | 884 332      | 100,00       | 884 254     | 100,00      |        |        |
| Abstentions   | Abstentions              | Abstentions              | 448 118      | 50,67        | 369 742     | 41,81       |        |        |
| Votants       | Votants                  | Votants                  | 436 216      | 49,33        | 514 512     | 58,19       |        |        |
| Blancs        | Blancs                   | Blancs                   | 12 161       | 2,79         | 11 986      | 2,33        |        |        |
| Nuls          | Nuls                     | Nuls                     | 5 246        | 1,20         | 6 700       | 1,30        |        |        |
| Exprimés      | Exprimés                 | Exprimés                 | 418 809      | 96,01        | 495 826     | 96,37       |        |        |

* Président sortant
- Résultats de la Seine-Maritime sur le site du Ministère de l'Intérieur

### Ex-Basse-Normandie

#### Calvados
| Tête de liste | Tête de liste          | Liste                    | Premier tour | Premier tour | Second tour | Second tour | Sièges | Sièges |
| Tête de liste | Tête de liste          | Liste                    | #            | %            | #           | %           | #      | %      |
| ------------- | ---------------------- | ------------------------ | ------------ | ------------ | ----------- | ----------- | ------ | ------ |
|               | Rodolphe Thomas        | UDI - LR - MoDem - CPNT, | 74 194       | 30,85        | 113 441     | 39,47       | 12     |        |
|               | Raphaël Chauvois       | PS - PRG - mdP           | 57 569       | 23,94        | 105 511     | 36,71       | 6      |        |
|               | Caroline Amiel         | EÉLV                     | 17 771       | 7,39         | 105 511     | 36,71       | 6      |        |
|               | Aurélien Guidi         | FG                       | 13 411       | 5,58         | 105 511     | 36,71       | 6      |        |
|               | Christelle Lechevalier | FN                       | 57 524       | 23,92        | 68 448      | 23,82       | 4      |        |
|               | Anne Boissel           | DLF                      | 10 912       | 4,54         |             |             |        |        |
|               | Pierre Casevitz        | LO                       | 4 357        | 1,81         |             |             |        |        |
|               | Florent Hérouard       | ND                       | 2 423        | 1,01         |             |             |        |        |
|               | Térence Domer-Marie    | UPR                      | 2 307        | 0,96         |             |             |        |        |
|               |                        |                          |              |              |             |             |        |        |
| Inscrits      | Inscrits               | Inscrits                 | 493 986      | 100,00       | 493 709     | 100,00      |        |        |
| Abstentions   | Abstentions            | Abstentions              | 243 304      | 49,25        | 195 863     | 39,67       |        |        |
| Votants       | Votants                | Votants                  | 250 682      | 50,75        | 297 846     | 60,33       |        |        |
| Blancs        | Blancs                 | Blancs                   | 6 054        | 2,42         | 5 312       | 1,78        |        |        |
| Nuls          | Nuls                   | Nuls                     | 4 146        | 1,65         | 5 134       | 1,72        |        |        |
| Exprimés      | Exprimés               | Exprimés                 | 240 476      | 95,93        | 287 400     | 96,49       |        |        |

* Président sortant
- Résultats du Calvados sur le site du Ministère de l'Intérieur

#### Manche
| Tête de liste | Tête de liste     | Liste                    | Premier tour | Premier tour | Second tour | Second tour | Sièges | Sièges |
| Tête de liste | Tête de liste     | Liste                    | #            | %            | #           | %           | #      | %      |
| ------------- | ----------------- | ------------------------ | ------------ | ------------ | ----------- | ----------- | ------ | ------ |
|               | David Margueritte | UDI - LR - MoDem - CPNT, | 53 121       | 30,23        | 83 759      | 39,48       | 9      | 56,25  |
|               | Stéphane Travert  | PS - PRG - mdP           | 43 161       | 24,56        | 77 078      | 36,33       | 4      | 25     |
|               | François Dufour   | EÉLV                     | 12 179       | 6,93         | 77 078      | 36,33       | 4      | 25     |
|               | Valérie Varenne   | FG                       | 8 796        | 5,01         | 77 078      | 36,33       | 4      | 25     |
|               | Jean-Jacques Noël | FN                       | 43 117       | 24,54        | 51 332      | 24,19       | 3      | 18,75  |
|               | Olivier Pjanic    | DLF                      | 8 784        | 5,00         |             |             |        |        |
|               | Christophe Garcia | LO                       | 3 168        | 1,80         |             |             |        |        |
|               | Claude Macé       | UPR                      | 1 798        | 1,02         |             |             |        |        |
|               | Alexandra Lecoeur | ND                       | 1 610        | 0,92         |             |             |        |        |
|               |                   |                          |              |              |             |             |        |        |
| Inscrits      | Inscrits          | Inscrits                 | 377 711      | 100,00       | 377 652     | 100,00      |        |        |
| Abstentions   | Abstentions       | Abstentions              | 192 577      | 50,99        | 156 171     | 41,35       |        |        |
| Votants       | Votants           | Votants                  | 185 134      | 49,01        | 221 482     | 58,65       |        |        |
| Blancs        | Blancs            | Blancs                   | 5 163        | 2,79         | 4 224       | 1,12        |        |        |
| Nuls          | Nuls              | Nuls                     | 4 238        | 2,29         | 5 089       | 1,35        |        |        |
| Exprimés      | Exprimés          | Exprimés                 | 175 734      | 94,92        | 212 169     | 95,80       |        |        |

* Président sortant
- Résultats de la Manche sur le site du Ministère de l'Intérieur

#### Orne
| Tête de liste | Tête de liste          | Liste                    | Premier tour | Premier tour | Second tour | Second tour | Sièges | Sièges |
| Tête de liste | Tête de liste          | Liste                    | #            | %            | #           | %           | #      | %      |
| ------------- | ---------------------- | ------------------------ | ------------ | ------------ | ----------- | ----------- | ------ | ------ |
|               | Bertrand Deniaud       | UDI - LR - MoDem - CPNT, | 29 239       | 28,34        | 45 528      | 37,21       | 5      | 55,6   |
|               | Laurent Beauvais       | PS - PRG - mdP           | 23 782       | 23,05        | 40 667      | 33,23       | 2      | 22,2   |
|               | Yanic Soubien          | EÉLV                     | 7 467        | 7,24         | 40 667      | 33,23       | 2      | 22,2   |
|               | Jean-Claude Marie      | FG                       | 4 039        | 3,91         | 40 667      | 33,23       | 2      | 22,2   |
|               | Lionel Stiefel         | FN                       | 29 966       | 29,04        | 36 167      | 29,56       | 2      | 22,2   |
|               | Claudine Prod'Homme    | DLF                      | 4 984        | 4,83         |             |             |        |        |
|               | Charlotte Séchet       | LO                       | 1 898        | 1,84         |             |             |        |        |
|               | Jean-Christophe Loutre | UPR                      | 1 102        | 1,07         |             |             |        |        |
|               | Germain Do Marcolino   | ND                       | 707          | 0,69         |             |             |        |        |
|               |                        |                          |              |              |             |             |        |        |
| Inscrits      | Inscrits               | Inscrits                 | 210 219      | 100,00       | 210 221     | 100,00      |        |        |
| Abstentions   | Abstentions            | Abstentions              | 101 631      | 48,35        | 82 462      | 39,23       |        |        |
| Votants       | Votants                | Votants                  | 108 588      | 51,65        | 127 759     | 60,77       |        |        |
| Blancs        | Blancs                 | Blancs                   | 3 327        | 3,06         | 2 697       | 2,11        |        |        |
| Nuls          | Nuls                   | Nuls                     | 2 077        | 1,91         | 2 700       | 2,11        |        |        |
| Exprimés      | Exprimés               | Exprimés                 | 103 184      | 95,02        | 122 362     | 95,78       |        |        |

* Président sortant
- Résultats de l'Orne sur le site du Ministère de l'Intérieur